# Луций Валерий Потит (консул 483 года до н. э.)
Луций Валерий Потит (лат. Lucius Valerius Potitus) — римский политик и военачальник, консул 483 и 470 годов до н. э., Custos Urbis 464 года до н. э..
Сын Марка Валерия Волуза, консула 505 до н. э.
В 485 году до н. э. был квестором и вместе с коллегой Кезоном Фабием Вибуланом привлек к суду за преступление против отечества бывшего консула Спурия Кассия, предлагавшего в интересах плебеев новый аграрный закон, и обвиненного патрициями в стремлении к царской власти. Спурий Кассий был осужден и казнен.
Патриции добились избрания Луция Валерия консулом на 483 год до н. э. вместе с Марком Фабием. Из-за противодействия плебейского трибуна Гая Мения консулы с трудом могли набрать войска. Валерий выступил против вольсков, но успеха не добился, так как воины его ненавидели за расправу над Спурием Кассием и сражаться не желали. Консульские выборы до конца года провести также не удалось, поскольку плебейские трибуны всякий раз распускали комиции.
Второй раз Потит был консулом в 470 году до н. э. вместе с Тиберием Эмилием Мамерком. В сенате продолжалось обсуждение земельного закона, и Валерий на этот раз высказался в пользу его принятия, пытаясь умерить ненависть, которую к нему испытывали плебеи. Командовал в походе на эквов, но успеха опять не добился. Согласно легенде, всякий раз, когда римляне подступали к лагерю противника, начиналась буря с молниями и громом, а стоило им отступить, и небо снова становилось ясным. Увидев в этом волю божества, римляне вернулись в Город.
Его сыном был Луций Валерий Потит, консул 449 года до н. э.